# Guinon (Flächenmaß)
Guinon war, wie auch Bolitas und Bucane, ein Flächenmaß auf den Philippinen.
- 1 Guinon = 10 Bolitas = 100 Bucanes = 2794,95 Quadratmeter
  - 1 Bolitas = 10 Bucanes = 279,5 Quadratmeter
  - 1 Bucane = 27,95 Quadratmeter